# 김경 (1888년)
김경(金慶, 1888년 ~ 1940년)은 대한제국 독립운동가, 외교관 겸 정치인이다.
본관은 수안(遂安), 호(號)는 산남(山南)·창암(蒼巖)이다.

## 생애

### 일생
조선국 평안도 순천의 한미한 특정 몰락 향반(鄕班) 집안에서 출생한 그는 일찍이 신학문(新學文) 학습을 하기도 하였고 그 후 미국에 건너가 대한인국민회(大韓人國民會) 지방회의 회장을 역임하면서 미주 지역에서 독립운동을 전개하였다. 그는 1904년 대한제국 평안남도 순천 향리를 떠나 일가족과 함께 미국으로 이주하여 1906년에 미국 영구거주권을 취득 후 미국에서 식당을 경영하던 그는 한인 사회의 활성 및 발전을 위해 1910년 대한인 국민회 결성 시절 이에 적극 참가하기도 하였다. 대한인 국민회는 1909년 국민회(國民會)가 대동보국회(大同保國會)를 흡수 통합함으로써 탄생한 미주 한인사회의 대표적인 독립운동단체였다. 1919년 3·1 대한 독립 만세 운동이 일어나자 그는 미주 지역 한인 사회의 결집을 도모하면서 같은 해 1919년 중화민국 장쑤 성 상하이 주재 대한민국 임시정부 지원 관련 활동을 전개하였다. 또한 1928년 12월, 임시정부 총수반 김구(金九)에게 임시정부가 재정상 매우 어려운 지경에 처해 있다는 편지를 받고 나서, 시카고에 있는 동포들에게 이러한 사실을 알리는 한편 자금 모집에도 앞장섰다. 그리하여 그는 공동회(共同會)에서 모은 미화 200달러를 대한민국 임시정부에 송금하였다. 미주지역의 독립운동은 지역 특성상 교민 사회의 자치 및 단합을 도모하는 한편 주로 독립운동 자금을 수합하여 중화민국에서 활동하던 대한민국 임시정부를 비롯한 독립운동 단체를 지원하는 방식으로 전개되었던 것이다. 그는 1934년 8월 대한민국 임시정부 국무회의에서 재무부 주미제6행서(駐美第6行署) 재무위원으로 선임되었으며, 같은 해 1934년 10월 재미교포로부터 징수되는 인구세(人口稅)와 애국의연금(愛國義捐金)을 임시정부의 군자금으로 송금하는 등 지속적으로 임시정부 지원활동을 전개하였다.

## 사후
그의 사후 대한민국 정부에서는 선생의 공적을 기리고자 1997년 8월 15일 당시 대통령 김영삼에 의하여 대한민국 대통령 표창장이 추서되었다.